# Урочище-Дубровка
Урочище-Дубровка (рос. Урочище-Дубровка) — присілок в Невельському районі Псковської області Російської Федерації.
Населення становить 104 особи. Входить до складу муніципального утворення Плиська волость.

## Історія
Від 2015 року входить до складу муніципального утворення Плиська волость.

## Населення
| 2001 | 2002 | 2010 |
| ---- | ---- | ---- |
| 128  | ↘106 | ↘104 |